# サラトガダービー
サラトガダービー（Saratoga Derby Invitational Stakes）は、アメリカ合衆国ニューヨーク州のサラトガ競馬場芝9.5ハロンで施行されている競馬平地競走である。

## 概要
2019年2月13日、ニューヨーク州競馬協会（NYRA）は3歳牡馬および牝馬を対象とした芝競走の三冠シリーズ創設を発表した。
このうち、3歳牡馬はダートの三冠競走（ケンタッキーダービー、プリークネスステークス、ベルモントステークス）に倣い、7月のベルモントダービーインビテーショナルステークス（芝10ハロン）、9月のジョッキークラブダービー（芝12ハロン）と合わせて「ターフトリニティ」を形成し、本競走は第2戦にあたる。なお、各競走ともに賞金は各100万ドル（約1億1000万円）である。
2020年12月18日、アメリカグレードステークス委員会（AGSC）は2021年の重賞並びに準重賞の格付けを発表し、本競走はG1へ昇格されることになった
。

## 歴代優勝馬
| 回数  | 施行日        | 調教国・優勝馬    | 性齢 | タイム  | 優勝騎手    | 管理調教師   |
| ----- | ------------- | ----------------- | ---- | ------- | ----------- | ------------ |
| 第1回 | 2019年8月4日  | A Thread of Blue  | 牡3  | 1:52.02 | L.Saez      | K.McLaughlin |
| 第2回 | 2020年8月15日 | Domestic Spending | 騸3  | 1:52.52 | I.Ortiz Jr  | C.Brown      |
| 第3回 | 2021年8月7日  | State Of Rest     | 牡3  | 1:53.35 | J.Velazquez | J.O'Brien    |
| 第4回 | 2022年8月6日  | Nations Pride     | 牡3  | 1:54.72 | W.Buick     | C.Appleby    |
| 第5回 | 2023年8月5日  | Program Trading   | 牡3  | 1:56.63 | F.Prat      | C.Brown      |
| 第6回 | 2024年8月11日 | Carson's Run      | 牡3  | 1:55.81 | D.Davis     | C.Clement    |
| 第7回 | 2025年8月2日  | World Beater      | 牡3  | 1:52.82 | J.Alvarado  | R.Mott       |